# Höxtersche Kleinbahn
| Streckenlänge: | 3,8 km               |                          |                          |
| Spurweite: | 1435 mm (Normalspur) |                          |                          |
| |                      |                          |                          |
| \| \| \| von Kreiensen ⊙ \| \| \| \| \| Höxter ⊙ \| \| \| \| \| nach Altenbeken ⊙ \| \| \| \| 0,0 \| Kleinbahnhof ⊙ \| Kleinbahnhof ⊙ \| \| \| 1,3 \| Papierfabrik / Gaswerk ⊙ \| Papierfabrik / Gaswerk ⊙ \| \| \| 2,0 \| Zementfabrik Schmidt ⊙ \| Zementfabrik Schmidt ⊙ \| \| \| 3,8 \| Zementfabrik Eichwald⊙ \| Zementfabrik Eichwald⊙ \| |                      |                          |                          |
| Strecke |                      | von Kreiensen ⊙          | von Kreiensen ⊙          |
| ehemaliger Dienststation / Betriebs- oder Güterbahnhof |                      | Höxter ⊙                 | Höxter ⊙                 |
| Abzweig ehemals geradeaus und nach links |                      | nach Altenbeken ⊙        | nach Altenbeken ⊙        |
| Dienststation / Betriebs- oder Güterbahnhof (Strecke außer Betrieb) | 0,0                  | Kleinbahnhof ⊙           | Kleinbahnhof ⊙           |
| Dienststation / Betriebs- oder Güterbahnhof (Strecke außer Betrieb) | 1,3                  | Papierfabrik / Gaswerk ⊙ | Papierfabrik / Gaswerk ⊙ |
| Abzweig geradeaus und von rechts (Strecke außer Betrieb) | 2,0                  | Zementfabrik Schmidt ⊙   | Zementfabrik Schmidt ⊙   |
| Betriebs-/Güterbahnhof Streckenende (Strecke außer Betrieb) | 3,8                  | Zementfabrik Eichwald⊙   | Zementfabrik Eichwald⊙   |

Die Höxtersche Kleinbahn war eine Kleinbahn in der ostwestfälischen Kreisstadt Höxter.

## Geschichte
Schon bald nach dem Erlass des Preußischen Kleinbahngesetzes bildete sich im Kreis Höxter eine Kleinbahnkommission, die eine Erschließung des Kreisgebietes durch eine meterspurige Kleinbahn plante. Das Streckennetz sollte die das Kreisgebiet berührenden Eisenbahnstrecken verbinden. Folgendes Streckennetz war geplant:
- Höxter (Bahnstrecke Altenbeken–Kreiensen) – Ovenhausen – Abbenburg – Vörden (21 km)
- Brakel (Bahnstrecke Altenbeken–Kreiensen) – Bellersen – Abbenburg (12 km)
- Steinheim (Bahnstrecke Hannover–Altenbeken) – Nieheim – Vörden (16 km).

Obwohl die Finanzierung gesichert war und Angebote zum Bau vorlagen, kam es nicht zur Durchführung.
Zwei Zementfabriken westlich von Höxter ergriffen daraufhin selbst die Initiative und planten den Anschluss ihrer Fabriken.  Am 1. Juli 1898 wurde die Konzession vom Regierungspräsidium Minden erteilt. Die Strecke wurde von der in Frankfurt am Main ansässigen AG für Bahn-Bau und -Betrieb (BBB) 1898 als normalspurige Bahn gebaut. Sie führte vom Bahnhof Höxter im Norden um die damalige Bebauung der Stadt herum und endete an der Lütmarser Straße bei der Zementfabrik Eichwald. Ein Weiterbau in das Kreisgebiet war bei der Planung berücksichtigt worden. Am 27. April 1899 wurde die Strecke abgenommen und am folgenden Tag der Betrieb aufgenommen. Die Baukosten betrugen 320.000 Mark. Es wurde nur Güterverkehr durchgeführt, obwohl ein Personenverkehr zur Bedienung der Stadt vom außerhalb liegenden Bahnhof durchaus möglich gewesen wäre.
Die Industriebahn AG in Frankfurt wurde durch Aktienkauf am 1. Januar 1901 Eigentümer der Höxterschen Kreisbahn. Die Betriebsführung lag weiterhin bei der BBB.
Der Güterverkehr entwickelte sich so gut, dass schon 1901 weitere Anschlussgleise errichtet werden. Bedeutend war der Transport von Zement von den Zementfabriken zum Hafen. 1904 wurden 83.138 Tonnen und vier Jahre später 73.442 Tonnen befördert. Es wurden Dividenden zwischen 2 % und 4,7 % gezahlt. Die Pläne zum Weiterbau in den Kreis, nun in Normalspur, wurden immer wieder aufgegriffen, es kam aber nicht zu einer Umsetzung. Durch die Wirtschaftskrise am Ende der 1920er-Jahre ging der Absatz von Zement zurück. Eine Folge war die Konzentration der Zementwerke, das Werk in Höxter wurde 1931 geschlossen. Damit fehlte der wichtigste Kunde. Da es auch bei den anderen Anschließern Rückgänge gab, wurde der Bahnbetrieb Ende 1932 eingestellt. 1933 wurde die Betriebsgenehmigung aufgehoben und die Gleise wurden anschließend abgebaut.